# Пьяноттоли-Кальдарелло
Пьяноттоли-Кальдарелло (фр. Pianotolli-Caldarello, корс. Pianottuli è Caldareddu) — коммуна во Франции, находится в регионе Корсика. Департамент коммуны — Южная Корсика. Входит в состав кантона Гран-Сюд. Округ коммуны — Сартен.
Код INSEE коммуны — 2A215.

## Население
Население коммуны на 2008 год составляло 833 человека.
| 1962 | 1968 | 1975 | 1982 | 1990 | 1999 | 2008 |
| ---- | ---- | ---- | ---- | ---- | ---- | ---- |
| 307  | 310  | 794  | 889  | 653  | 729  | 833  |

## Экономика

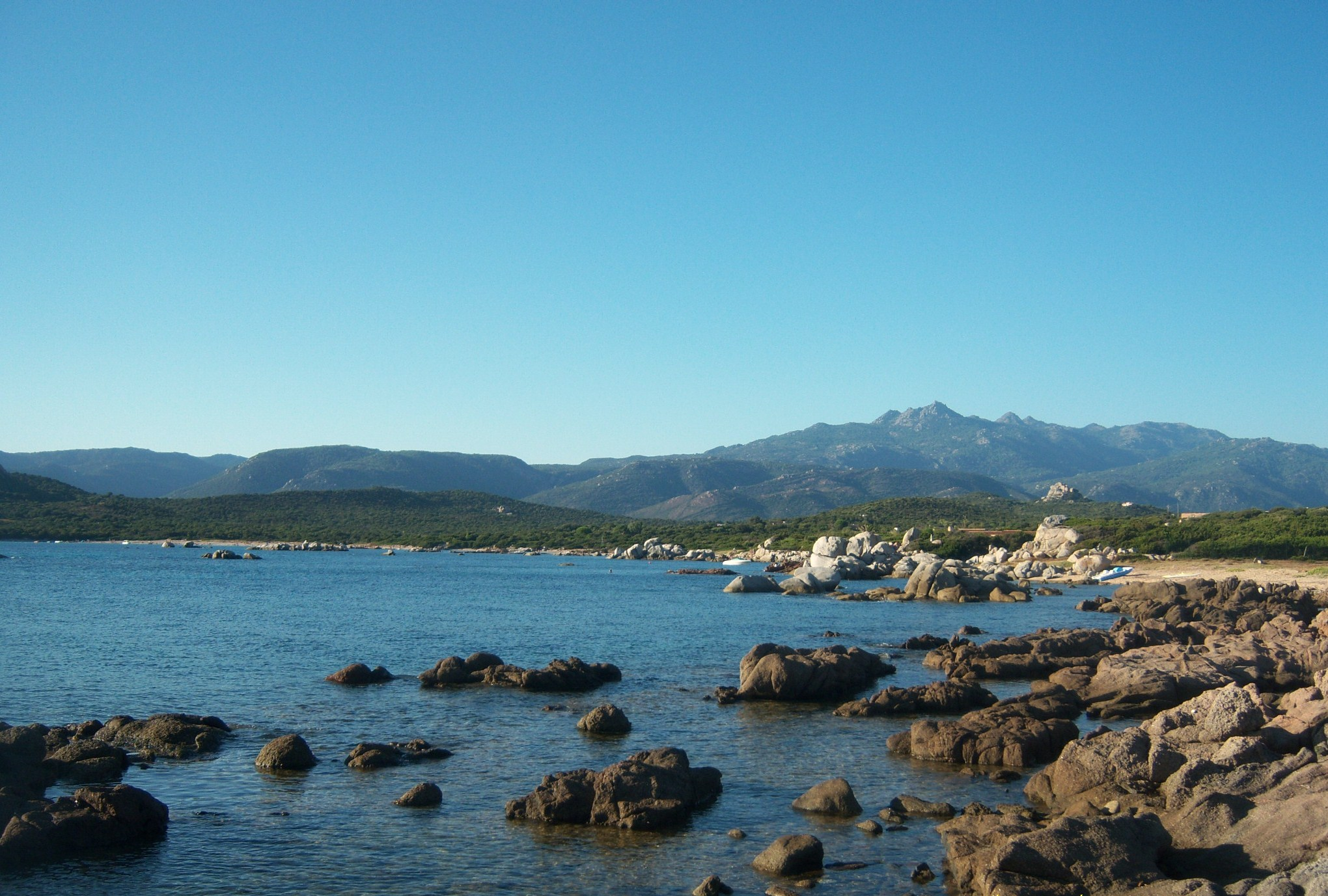
Бухта Шеваню

В 2007 году среди 497 человек в трудоспособном возрасте (15—64 лет) 331 были экономически активными, 166 — неактивными (показатель активности — 66,6 %, в 1999 году было 52,1 %). Из 331 активных работало 288 человек (175 мужчин и 113 женщин), безработных было 43 (21 мужчина и 22 женщины). Среди 166 неактивных 21 человек были учениками или студентами, 50 — пенсионерами, 95 были неактивными по другим причинам.
В 2008 году в коммуне насчитывалось 290 облагаемых налогом домохозяйств, в которых проживали 637 человек, медиана доходов составляла 15 820 евро на одного человека.